# Фон Саксы
Фон Саксы (изначально де Сакко) — средневековая дворянская семья из восточной Швейцарии. Им принадлежали поместья и замки по обе стороны Альп в современных кантонах Санкт-Галлен, Граубюнден и Тичино. Происхождение семьи неизвестно, но, вероятно, они происходили из дворянства Курретьена и были связаны с семьей да Торре. Семья делится на две основные линии: графы фон Сакс-Мисокс и бароны фон Гогенсакс.

## Происхождение

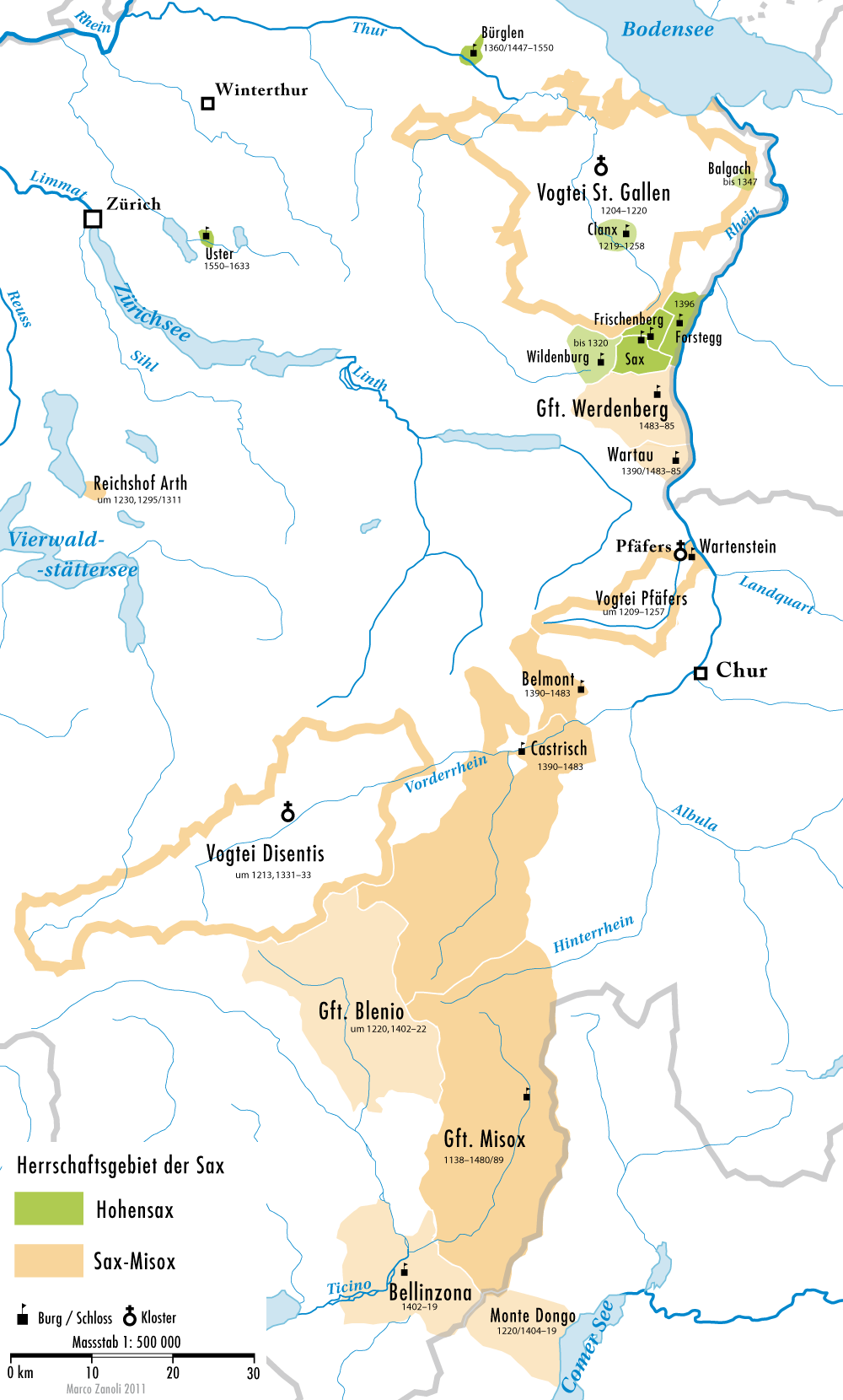
Владения баронов и графов Сакс.

Самое раннее упоминание об этом семействе относится к 1137/39 году, и связано с Эберхардом де Сакко. В 1168 году оно получило фьеф над долиной Мисокс, вероятно, в награду за поддержку Гогенштауфенов. Основателем рода был Альбрехт Сакский, который впервые упоминается в летописях в 1188 году. Его брат Генрих реорганизовал управление монастырём Святого Галла, который передал под власть семейства.
Его сыновья Ульрих и Генрих стали аббатом и фогтом в одноимённом аббатстве. Между 1208 и 1213 годами они стали фогтами над аббатствами Дисентис и Пфеферс, а в 1212 году поддержали Фридриха II в его борьбе за императорский титул и получили от него обширные земли и богатства. Чтобы защитить свои обширные владения, семья построила замок Кланкс в Аппенцелле, замок Гогенсакс в Зеннвальде, и замок в Мезокко. В 1220 году они расширили свои южные владения до долин Левентина и Бленио
Следующие 28 лет ознаменовали высшую точку в могуществе семьи. В 1248 году семейные владения были разделены между двумя внуками Генриха. Южные владения в Граубюндене и Тичино, а также замок Кланкс и аббатство Пфеферс были унаследованы Генрихом и Альбрехтом, которые стали главами линии Сакс-Мисокс. Северные поместья вокруг Гогенсакса и Санкт-Галлена были унаследованы Ульрихом, который основал линию Гогенсакс.

## Сакс-Мисокс

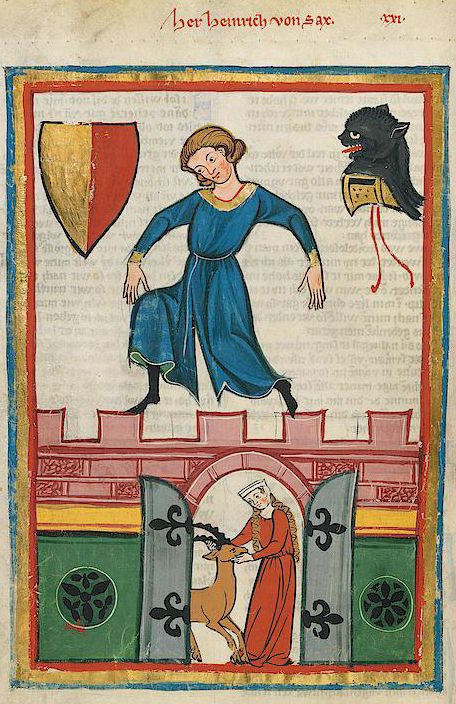
Миннезангер Генриха фон Сакса из Манесского кодекса (1304—1340 год).

В XIII веке возникло ряд ответвлений Сакс-Мисокс, включая Сакс-Гроно, Сакс-Палацио и Сакс-Норантола.
В 1257 году Альбрехт из Сакс-Мисокса продал аббатству Пфеферс за 300 серебряных марок замок Вартенштайн и деревни Пфеферс, Валенс, Вяттис и Унтервац. После упадка Гогенштауфенов Сакс-Мисокс потеряли долину Бленио, Монте Донго и замок Кланкс. Их земли были сокращены до центра долины Мисокс с перевалом Сан-Бернардино и поселениями вальзеров в долине Рейнвальд. В 1295 году Генриху и Альбрехту фон Грюненфельсу было передано отдаленное имение в Арте.
Каспар из Сакс-Мисокса (1362—1390) женился на Елизавете Рецюнской и после смерти её деда в 1380 году унаследовал земли баронов Бельмонта, включая Флимс с замком Бельмонт, Фидаз, Груоб, Иланц, Лугнез, Вальс и Вартау (позже была продана графу Верденбергу).
Сын Каспара и Елизаветы Иоганн фон Сакс-Мисокс (1390—1427) первоначально служил герцогам Милана из семьи Висконти,. Однако в 1402 году он и его брат Альберт (1390—1406) приобрели миланский город Беллинцона и для защиты нового владения построили замки в Гордуно, Богиано и Ровередо. В 1406—1407, они были вынуждены согласиться на совместное владение городом с кантонами Ури и Обвальденом. В 1406 году Альберт Сакс был убит дальним кузеном в Торре Фьоренцане около Гроно, возможно, чтобы снискать расположение герцогов Милана.. В 1413 году Иоганн и его брат Донат поддерживали императора Сигизмунда во время его итальянских походов против Венеции, за что были награждены титулом графа и правом чеканить монеты. В 1419 году они продали Беллинцону Ури и Обвальдену. Когда конфедераты напали на Милан в 1425 году, Иоганн оставался нейтральным.
14 февраля 1395 года аббат Дисентиса Йоханнес фон Иланц, барон Ульрих II фон Рецюнс и барон Альбрехт фон Сакс-Мисокс вместе с делегатами от придворных муниципалитетов в Иланце создали «вечный союз». Поскольку альянс преимущественно располагался в высокогорных районах, он был также известен как Часть Сура (нем. Ober Bund или Высокий Союз). Пять дней спустя граф Иоганн фон Верденберг-Зарганс присоединился к Лиге во Флимзервальде. 16 марта 1424 года лидеры альянса, в том числе Иоганн из Сакс-Мисокса, встретились под легендарным кленом в Труне, чтобы подтвердить заключённое соглашение и расширить его до Серой лиги.

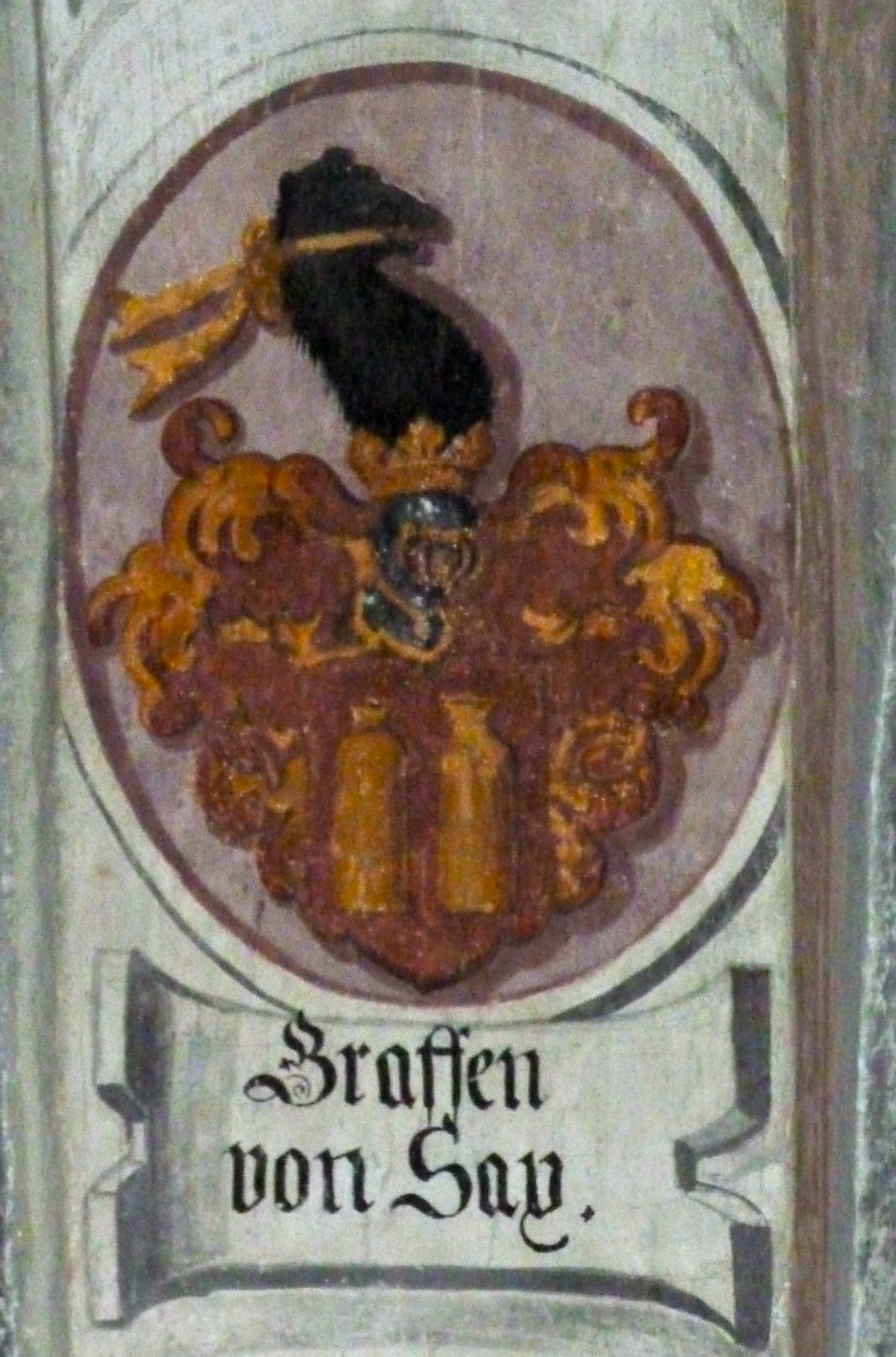
Герб графов Сакс-Мисокс в соборе Вознесения Девы Марии в городе Кур.

Иоганн женился на Екатерине Верденберг-Хайлигенберг, наследнице последнего графа Тоггенбурга Фридриха VII. После смерти Фридриха в 1436 году семья Сакс-Мисокс была одним из претендентов на его земли, что привело в 1440 году к Старой Цюрихской войне.
Сын Иоганна, граф Генрих из Сакс-Мисокса боролся за получение тоггенбургского наследства своей матери Екатерины. Однако в 1437 году замок Грино, на который он претендовал, замок Грино был передан Швицу, а в 1439 году он заложил свои права на графство Уцнах кантонам Швицу и Гларусу. Сражался при Кастионе 6 июня 1449 года в составе армии швейцарской конфедерации против Золотой Амброзианской республики, по итогу сражения швейцарцы потерпели поражение. К следующему году он снова примирился с герцогом Миланским. В 1458 году, когда он готовился заключить союз с Миланом, в Серой Лиге произошло восстание, которое было урегулировано полюбовно благодаря посредничеству аббата Дисентиса. В 1479 году был участником мирного договора, подписанного между конфедерацией и герцогством. В том же году он отрекся от престола и отдал свои земли сыну Иоганну-Петру.
Иоганн Петер (1462—1540) был последним графом Сакс-Мисокса. Он боролся с многочисленными набегами на свои земли со стороны конфедерации, Милана и родственной династии Сакс-Гроно. Поскольку Милан всё ещё оккупировал долину Мисокс, он продал её в 1480 году миланскому полководцу Джан Джакомо Тривульцио. Три года спустя он продал поместья в высоких долинах Граубюндена. В 1483 году благодаря своему второму браку с графиней Клементиной из Монфор-Верденберга получил графство Верденберг и деревню Вартау, но через два года в условиях нехватки денег продал их городу Люцерн. Поступил на службу к герцогам Австрии и Милана, умер в Кастрише и был похоронен в местной церкви.

## Гогенсакс

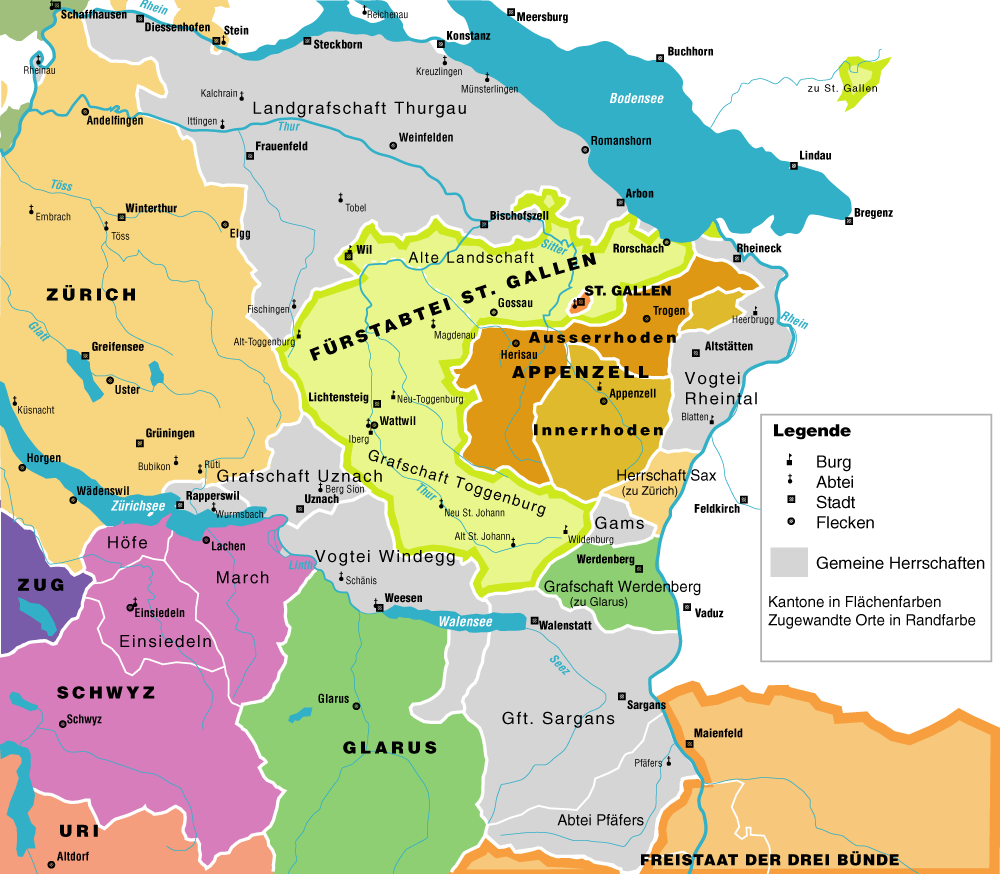
Восточная Швейцария времён старой швейцарской конфедерации.

В XIV веке семья Гогенсакс была тесно связана с австрийскими Габсбургами. Один из первых потомков Ульриха из Гогенсакса, которого также звали Ульрих, был австрийским полководцем и погиб в битве при Нефельсе в 1388 году. К 1393 году замок Гогенсакс был австрийским фьефом. Аппенцелльские войны (1401—1429 гг.) позволили Ульриху Эберхарду Младшему и его жене Елизавете Верденберг-Зарганс получить независимость от Габсбургов через поддержку восставших. Его сыновья Рудольф и Герольд были аббатами Айнзидельна в 1438—1447 и 1452-69 годах.
Как единственный наследник мужского пола, Альберт I Гогенсакс (1439—1463) унаследовал все поместья своего рода и смог получить некоторую финансовую безопасность, женившись на Урсуле Мёттели. После его смерти его сестра Елизавета унаследовала замки Гогенсакс и Фришенберг вместе с деревнями Гамс и Сакс. Была замужем за гражданином Цюриха Каспаром Бонштеттенским, из-за чего во время Старой Цюрихской войны её два замка подверглись нападению и были сожжены. По мирному договору род Гогенсакс получил лишь одноимённый замок и деревню Гамс.
Сын Альберта и Урсулы, Ульрих Гогенсакс (1463—1538) объединил семейные земли в долине долине Альпийского Рейна и Тургау, а также был мэром Цюриха. Во время Бургундских войн сражался на стороне Цюриха и был посвящен в рыцари. Между 1487 и 1497 годами он был кондотьером или лидером наемников на службе у Габсбургов. Однако в 1499 году во время Швабской войны участвовал в битве при Фрастанце на стороне конфедерации. В 1501 и 1503 годах служил посланником империи в конфедерации. В то же время в 1503 году он представлял Конфедерацию на переговорах, которые привели к подписанию Аронского договора, который помог зафиксировать южную границу Швейцарии. В течение следующих двух десятилетий он был солдатом и дипломатом СРИ, конфедерации и французского королевства. В 1529 году принял реформацию и распространил её по своим землям, однакочерез два года вернулся к католицизму.
Его сын Ульрих Филипп (1531—1585 гг.) пошел по стопам отца и служил как в императорской, так и во французской армиях. В 1564 году принял реформатскую веру, и обратил в неё подвластные земли Гогенсакс. После его смерти в 1585 году состояние семьи пошло на убыль. Иоганн Альбрехт (1545—1597) убил в драке губернатора Георга Трёша из Заргансаи бежал в Испанию, где 15 лет служил на военном поприще. Иоганн Филипп Гогенсакс (1553-96) служил в Курпфальце и в Нидерландах и был губернатором Гельдерна в 1578 году. Во время своих путешествий он приобрел Манесский кодекс, написанный и проиллюстрировано между ок. 1304 и 1340 годами единственный наиболее полный источник средневерхненемецкой поэзии миннезанга. Вступил в спор о наследстве со своим братом Иоганном Альбрехтом, чей сын Георг Ульрих в 1596 году смертельно ранил его в Салезе. Его тело было в 1730 году найдено нетленным в семейном склепе в Зеннвальде, где оно выставлялось до 1970-х годов как «мумия Зеннвальда».
Фридрих Людвиг (1589—1629), сын Иоганна Филиппа, продал в 1615 году две трети графства Сакс-Форстегг Цюриху. Кристоф Фридрих (1620—1633) продал Цюриху оставшуюся часть графства Сакс-Форстегг. Он умер в 1633 году в Бург-Устере.

## В культуре
Швейцарский писатель Адольф Мушг в 2010 году написал роман Сакс, основанный на истории семейства Гогенсакс.